# Anglo-nederländska fördraget 1814
 Anglo-nederländska fördraget 1814 eller Fördraget i London (engelska: Anglo-Dutch Treaty of 1814, nederländska: Verdrag van Londen van 1814) undertecknades den 13 augusti 1814, mellan Nederländerna och Storbritannien. Fördraget undertecknades av Hendrik Fagel för Nederländernas räkning, och av Robert Stewart, viscount Castlereagh för britternas räkning.
Genom fördraget återfick Nederländerna alla besittningar man hade den 1 januari 1803, i början av Napoleonkrigen.

### Fotnoter
1. ↑  ”August 13 in History” (på engelska). Vietnam News. Arkiverad från originalet den 18 maj 2014. https://web.archive.org/web/20140518120558/http://vietnamnews.vn/print/156307/august-13-in-history.htm. Läst 18 maj 2014.